# Раджнар Важра
Раджнар Важра (на английски: Rajnar Vajra) е американски музикант, текстописец и писател на произведения в жанра научна фантастика и фентъзи.

## Биография и творчество
Раджнар Важра е роден на 16 септември 1947 г. в Ню Йорк, САЩ. Получава музикално образование в средното училище. Първоначално свири на класическо писано, а след това на китара и клавишни инструменти. След дипломирането си свири в продължение на много години като рок музикант и пише текстове за песни. Едновременно работи различни временни работи – член на геоложка група, художник, бижутер, учител по музика в училище, собственик на музикален магазин. През 1989 г. започва да преподава музика в Амхърст. Става гостуващ научен сътрудник в катедрата по сценични изкуства на Университета на Масачузетс, после акредитиран преподавател по китара и клавишни инструменти за различни стилове и жанрове за напреднали ученици в пет колежа към Асоциацията на университетите в Масачузетс.
Първият му фантастичен разказ „Passing the Arboli Test“ е публикуван през 1997 г. в списание „Absolute Magnitude“. През 1999 г. започва да публикува и в списание „Analog SF“, включително и серилизацията на романа „Shootout at the Nokai Corral“.
Раджнар Важра живее в Амхърст.

## Произведения

### Самостоятелни романи
- Shootout at the Nokai Corral (2003)
- Her Scales Shine Like Music (2016)

### Серия „Доктор на извънземни“ (Doctor Alien)
1. Doctor Alien (2009)
2. Doctor Alien's Five Empty Boxes (2010)
3. Doctor Alien and the Spindles of Infinity (2012)

### Новели
- Sidehunter (2002)
- Layna's Mirror (2004)
- Emerald River, Pearl Sky (2007)
- Tower of Worlds (2011)
- The Woman Who Cried Corpse (2013)
Жената, която се престори на жива, фен-превод
- Zen Angel (2015)

### Разкази
- Passing the Arboli Test (1997)
- E-Mage (1999)
- Enhancement, Incorporated (2000)
- A Threat of Cinnamon (2000)
- His Hands Passed Like Clouds (2000)
- An I for an I (2001)
- Standing Firm on the Pipette Line (2001)
- Jake, Me, and the Zipper (2001)
- The Great Prayer Wheel (2002)
- Partner in Crime (2002)
- Afterburn (2003)
- Viewschool (2004)
- The Ghost Within (2004)
- Of Kings, Queens, and Angels (2005)
- Written in Plaster (2006)
- A Million Years and Counting (2006)
- On the Bubble (2007)
- Page Turner (2010)
- The Triple Sun: A Golden Age Tale (2014)
- Her Scales Shine Like Music (2016)
- Progress Report (2016)

### Сборници
- Some of the Best from Tor.com: 2016 (2017) – с Нина Алън, Моника Бърн, Ребека Кембъл, Мелиса Мар, Лори Пени, Делия Шърман, и др.